# Nephelomys moerex
Nephelomys moerex és una espècie de mamífer rosegador de la família dels cricètids. És endèmic de l'est de l'Equador. La seva localitat tipus és Mindo, una comunitat rural molt petita situada a 0°02'S, 78°48'O i una altitud de 1.264 msnm. Els forats incisius són més petits que en altres espècies de Nephelomys. Fins al 2006 se'l considerà un sinònim d'Oryzomys albigularis.